# Convocazioni per il campionato europeo maschile under 21 di calcio 1994
Elenco dei convocati per la fase finale del campionato europeo di calcio Under-21 1994 in Francia.
L'età dei giocatori è relativa al 15 aprile 1994, data di inizio della fase finale della manifestazione.

## Francia
Allenatore:  Raymond Domenech
| N. | Pos. | Giocatore          | Data nascita (età)          | Pres. | Squadra             |
| -- | ---- | ------------------ | --------------------------- | ----- | ------------------- |
| 1  | P    | Richard Dutruel    | 24 dicembre 1972 (21 anni)  |       | Caen                |
| 2  | D    | Francis Llacer     | 9 settembre 1971 (22 anni)  |       | Paris Saint-Germain |
| 3  | D    | Serge Blanc        | 22 ottobre 1972 (21 anni)   |       | Montpellier         |
| 4  | D    | Lilian Thuram      | 1º gennaio 1972 (22 anni)   |       | Monaco              |
| 5  | D    | Frédéric Déhu      | 24 ottobre 1972 (21 anni)   |       | Lens                |
| 6  | D    | Oumar Dieng        | 30 dicembre 1972 (21 anni)  |       | Lilla               |
| 7  | C    | Zinédine Zidane    | 23 giugno 1972 (21 anni)    |       | Bordeaux            |
| 8  | C    | Reynald Pedros     | 10 ottobre 1971 (22 anni)   |       | Nantes              |
| 9  | A    | Nicolas Ouédec     | 28 ottobre 1971 (22 anni)   |       | Nantes              |
| 10 | C    | Johan Micoud       | 24 luglio 1973 (20 anni)    |       | Cannes              |
| 11 | A    | Christophe Dugarry | 24 marzo 1972 (22 anni)     |       | Bordeaux            |
| 12 | C    | Cyril Serredszum   | 2 ottobre 1971 (22 anni)    |       | Metz                |
| 13 | C    | Sylvain Deplace    | 4 gennaio 1972 (22 anni)    |       | Lione               |
| 14 | D    | Jérôme Bonnissel   | 11 aprile 1973 (21 anni)    |       | Montpellier         |
| 15 | A    | Pascal Nouma       | 6 gennaio 1972 (22 anni)    |       | Caen                |
| 16 | P    | Stéphane Cassard   | 11 novembre 1972 (21 anni)  |       | Sochaux             |
| 17 | D    | Alain Goma         | 5 ottobre 1972 (21 anni)    |       | Auxerre             |
| 18 | D    | Bruno Carotti      | 30 settembre 1972 (21 anni) |       | Montpellier         |
| 19 | C    | Claude Makélélé    | 18 febbraio 1973 (21 anni)  |       | Nantes              |
| 20 | C    | Fabien Lefèvre     | 14 gennaio 1971 (23 anni)   |       | Montpellier         |

## Italia
Allenatore:  Cesare Maldini
| N. | Pos. | Giocatore           | Data nascita (età)          | Pres. | Squadra        |
| -- | ---- | ------------------- | --------------------------- | ----- | -------------- |
| 1  | P    | Francesco Toldo     | 2 dicembre 1971 (22 anni)   |       | Fiorentina     |
| 2  | D    | Fabio Cannavaro     | 13 settembre 1973 (20 anni) |       | Napoli         |
| 3  | D    | Francesco Colonnese | 10 agosto 1971 (22 anni)    |       | Cremonese      |
| 4  | D    | Daniele Delli Carri | 18 settembre 1971 (22 anni) |       | Torino         |
| 5  | D    | Fabio Galante       | 20 novembre 1973 (20 anni)  |       | Genoa          |
| 6  | D    | Paolo Negro         | 16 aprile 1972 (21 anni)    |       | Lazio          |
| 7  | D    | Christian Panucci   | 12 aprile 1973 (21 anni)    |       | Milan          |
| 8  | D    | Emanuele Tresoldi   | 20 novembre 1973 (20 anni)  |       | Ravenna        |
| 9  | C    | Daniele Berretta    | 8 marzo 1972 (22 anni)      |       | Roma           |
| 10 | C    | Emiliano Bigica     | 4 settembre 1973 (20 anni)  |       | Bari           |
| 11 | C    | Gianluca Cherubini  | 28 febbraio 1974 (20 anni)  |       | Reggiana       |
| 12 | P    | Stefano Visi        | 11 dicembre 1971 (22 anni)  |       | Sambenedettese |
| 13 | C    | Dario Marcolin      | 28 ottobre 1971 (22 anni)   |       | Cagliari       |
| 14 | C    | Fabio Rossitto      | 21 settembre 1972 (21 anni) |       | Udinese        |
| 15 | C    | Alessio Scarchilli  | 10 settembre 1972 (21 anni) |       | Roma           |
| 16 | A    | Benito Carbone      | 14 agosto 1971 (22 anni)    |       | Torino         |
| 17 | A    | Filippo Inzaghi     | 9 agosto 1973 (20 anni)     |       | Verona         |
| 18 | A    | Roberto Muzzi       | 21 settembre 1971 (22 anni) |       | Pisa           |
| 19 | C    | Pierluigi Orlandini | 9 ottobre 1972 (21 anni)    |       | Atalanta       |
| 20 | A    | Christian Vieri     | 12 luglio 1973 (20 anni)    |       | Ravenna        |

## Portogallo
Allenatore:  Nelo Vingada
| N. | Pos. | Giocatore           | Data nascita (età)          | Pres. | Squadra           |
| -- | ---- | ------------------- | --------------------------- | ----- | ----------------- |
| 1  | P    | Fernando Brassard   | 11 aprile 1972 (22 anni)    |       | Vitória Guimarães |
| 2  | D    | Fernando Nélson     | 5 novembre 1971 (22 anni)   |       | Sporting CP       |
| 3  | D    | Rui Bento           | 14 gennaio 1972 (22 anni)   |       | Boavista          |
| 4  | D    | Jorge Costa         | 14 ottobre 1971 (22 anni)   |       | Porto             |
| 5  | D    | Paulo Torres        | 25 novembre 1971 (22 anni)  |       | Sporting CP       |
| 6  | D    | Abel Xavier         | 30 novembre 1972 (21 anni)  |       | Benfica           |
| 7  | C    | Luís Figo           | 4 novembre 1972 (21 anni)   |       | Sporting CP       |
| 8  | C    | João Oliveira Pinto | 3 agosto 1971 (22 anni)     |       | Estoril           |
| 9  | A    | Toni                | 2 agosto 1972 (21 anni)     |       | Braga             |
| 10 | C    | Rui Costa           | 29 marzo 1972 (22 anni)     |       | Benfica           |
| 11 | A    | Ricardo Sá Pinto    | 10 ottobre 1972 (21 anni)   |       | Salgueiros        |
| 12 | P    | Paulo Costinha      | 22 settembre 1973 (20 anni) |       | Sporting CP       |
| 13 | D    | Álvaro Gregório     | 25 agosto 1972 (21 anni)    |       | Paços de Ferreira |
| 14 | C    | Bino                | 19 dicembre 1972 (21 anni)  |       | Salgueiros        |
| 15 | A    | João Pinto          | 19 agosto 1971 (22 anni)    |       | Benfica           |
| 16 | A    | Gil Gomes           | 2 dicembre 1972 (21 anni)   |       | Braga             |
| 17 | C    | Tulipa              | 16 ottobre 1972 (21 anni)   |       | Salgueiros        |
| 18 | C    | Capucho             | 21 febbraio 1972 (22 anni)  |       | Sporting CP       |
| 19 | D    | Jorge Soares        | 22 ottobre 1971 (22 anni)   |       | Farense           |
| 20 | P    | Paulo Santos        | 11 dicembre 1972 (21 anni)  |       | Benfica           |

## Spagna
Allenatore:  Andoni Goikoetxea
| N. | Pos. | Giocatore            | Data nascita (età)          | Pres. | Squadra         |
| -- | ---- | -------------------- | --------------------------- | ----- | --------------- |
|    | P    | Toni Prats           | 9 settembre 1971 (22 anni)  |       | Maiorca         |
|    | P    | Juan José Valencia   | 18 settembre 1971 (22 anni) |       | Athletic Bilbao |
|    | D    | Lluís Carreras       | 24 settembre 1972 (21 anni) |       | Real Oviedo     |
|    | D    | Aitor Karanka        | 18 settembre 1973 (20 anni) |       | Athletic Bilbao |
|    | D    | Mikel Lasa           | 9 settembre 1971 (22 anni)  |       | Real Madrid     |
|    | D    | José Miguel Prieto   | 22 novembre 1971 (22 anni)  |       | Siviglia        |
|    | D    | Ramón                | 25 novembre 1974 (19 anni)  |       | Real Valladolid |
|    | D    | Roberto Ríos         | 8 ottobre 1971 (22 anni)    |       | Betis Siviglia  |
|    | D    | Sergi Barjuan        | 28 dicembre 1971 (22 anni)  |       | Barcellona      |
|    | D    | Jesús Velasco        | 16 gennaio 1972 (22 anni)   |       | Real Madrid     |
|    | C    | Antonio Acosta       | 22 novembre 1971 (22 anni)  |       | Lleida          |
|    | C    | Jesús García Sanjuán | 22 agosto 1971 (22 anni)    |       | Real Saragozza  |
|    | C    | Julen Guerrero       | 7 gennaio 1974 (20 anni)    |       | Athletic Bilbao |
|    | C    | Andoni Imaz          | 5 settembre 1971 (22 anni)  |       | Real Sociedad   |
|    | C    | Gaizka Mendieta      | 27 marzo 1974 (20 anni)     |       | Valencia        |
|    | C    | Óscar                | 26 aprile 1973 (20 anni)    |       | Barcellona      |
|    | A    | Thomas Christiansen  | 11 marzo 1973 (21 anni)     |       | Osasuna         |
|    | A    | José Gálvez Estévez  | 3 agosto 1974 (19 anni)     |       | Valencia        |
|    | A    | Kiko                 | 26 aprile 1972 (21 anni)    |       | Atlético Madrid |
|    | A    | Pier                 | 15 novembre 1971 (22 anni)  |       | Tenerife        |